# Église Saint-Étienne de Cervens
L'Église Saint-Étienne de Cervens, un lieu de culte catholique, située en Haute-Savoie, sur la commune de Cervens.

## Historique
L'ancienne église remonte à 1471.
En 1624, l'évêque de Genève, Jean-François de Sales, effectue une visite de l'église Saint-Étienne.
L'église étant vétuste et exigüe, l'ingénieur Mollot propose de nouveaux plans comportant un agrandissement du clocher-porche placé dans l'axe de la nouvelle nef.
La pression du curé, pour éviter l'ombre sur le jardin de la cure et permettre les processions autour de l'édifice, aboutit à déplacer la nef vers l'ouest, le clocher étant placé dans l'angle nord-ouest.
Un maçon fit valoir que la suppression des murs internes du clocher était techniquement possible libérant un espace intéressant. Cette modification permit, au début du XXe siècle, la construction d'un bel escalier de bois en colimaçon donnant accès aux cloches réalisées par un artisan local.
L'église Saint-Étienne est achevée en 1845.

## Description
L'église est de type halle à chevet en hémicycle. La façade, très simple est composée d'un étage unique avec une porte encadrée de pilastres et surmontée d'une fenêtre en hémicycle.

## Sources et références
1. 1 2  Chablais 1980, p. 145.